# D.E.B.S.
D.E.B.S. es una película de 2004 perteneciente al género de la comedia y acción. Fue escrita y dirigida por Angela Robinson y protagonizada por Jordana Brewster y Sara Foster. Se trata de la versión de larga duración de un corto del mismo nombre que fue expuesto en numerosos festivales (incluyendo el Festival de Cine de Sundance). La película es a la vez una parodia e imitación del formato de Los Ángeles de Charlie. Presenta una  historia de amor lésbica entre una de las heroínas (perteneciente a una academia de jóvenes chicas espías seleccionadas por sus resultados en el examen de selectividad estadounidense) y una de las villanas.

## Reparto
- Sara Foster como Amy Bradshaw
- Jordana Brewster como Lucy Diamond
- Meagan Good como Max Brewer
- Devon Aoki como Dominique
- Jill Ritchie como Janet
- Geoff Stults como Bobby Matthews
- Jimmi Simpson como Scud
- Holland Taylor como Ms Petrie
- Michael Clarke Duncan como el Sr. Phipps
- Jessica Cauffiel como Ninotchka Kaprova
- Aimee Garcia como Maria
- Jennifer Carpenter como la estudiante histérica
- Scoot McNairy as el consumidor de drogas

Nota: Jill Ritchie fue la única integrante del reparto en aparecer en la versión corta de la cinta en 2003 y en la versión posteriormente lanzada de 2004.

## Premios
| Año  | Festival                                 | Premio                                            | Categoría/Recipiente(s)    |
| ---- | ---------------------------------------- | ------------------------------------------------- | -------------------------- |
| 2004 | Festival Internacional de Cine de Berlín | Teddy Award - Premio del jurado del "Siegessäule" | Angela Robinson            |
| 2005 | Black Movie Awards                       | Premio al mejor guion                             | Angela Robinson (Nominada) |
| 2005 | Black Movie Awards                       | Premio a la mejor actuación femenina principal    | Meagan Good (Nominada)     |